# Vítor Gonçalves (football, 1896)
Pour les articles homonymes, voir Vítor Gonçalves.
Vítor Cândido Gonçalves est un footballeur et entraîneur portugais né le 12 avril 1896 à Lisbonne et mort le 12 avril 1965. Il évoluait au poste d'attaquant.

## Biographie

### En tant que joueur
Il passe toute sa carrière au Benfica Lisbonne de 1918 à 1927.
Il reçoit deux capes en équipe du Portugal en 1921 et 1922.

### En tant qu'entraîneur
Il entraîne Benfica de 1934 à 1935.

### Vie privée
Il est le père de Vasco Gonçalves, ancien officier de l'armée portugaise qui prit part à la révolution des Œillets et Premier ministre portugais de 1974 à 1975.

## Carrière

### En tant que joueur
- 1918-1927 :  Benfica Lisbonne

### En tant qu'entraîneur
- 1934-1935 :  Benfica Lisbonne

## Palmarès

### En tant que joueur
Avec le Benfica Lisbonne :
- Champion de Lisbonne en 1920

### En tant qu'entraîneur
Avec le Benfica Lisbonne :
- Vainqueur du Campeonato de Portugal (équivalent de la coupe du Portugal actuellement) en 1935